# Charles Jean-Baptiste Fleuriau
Charles Jean-Baptiste Fleuriau, d’Armenonville, hrabia de Morville (ur. 30 października 1686 w Paryżu, zm. 2 lutego 1732) – francuski polityk.
Jego ojcem był Joseph Fleuriau d’Armenonville, Charles był ambasadorem w Holandii w latach 1718-24, potem ministrem marynarki (Secrétaire d'État à la Marine) od 28 lutego 1722 do 16 sierpnia 1723.
W chwili gdy Guillaume Dubois był w agonii, książę Filip II Burbon-Orleański posłał po Fleuriau de Morville by ten przybył do Wersalu. Flerieau został Secrétaire d'État aux Affaires étrangères (MSZ) 16 sierpnia 1723 i był na stanowisku do 19 sierpnia 1727. Był zwolennikiem utrzymania dobrych stosunków z Brytyjczykami.
Przyjęty do Akademii Francuskiej w roku 1723.